# Горожене (станція)
Горожене — проміжна залізнична станція 5-го класу Херсонської дирекції Одеської залізниці на неелектрифікованій лінії Долинська — Миколаїв між станціями Новополтавка (10 км) та Явкине (14 км). Розташована в селі Горожене Баштанського району Миколаївської області.

## Історія
Станція відкрита у 1909 році. До початку 1990-х років, у зв'язку з масовим використанням російської мови, вживався варіант назви станції — Горожани.

## Пасажирське сполучення
На станції зупиняються приміські поїзди сполученням  Миколаїв-Вантажний — Долинська.